# John Williams (basket-ball)
Pour les articles homonymes, voir John Williams et Williams.
John Sam Williams, né le 26 octobre 1966 à Los Angeles en Californie, est un ancien joueur américain de basket-ball ayant évolué aux postes de pivot et d'ailier fort.
Après avoir passé sa carrière universitaire dans l'équipe des Tigers de LSU, il a été drafté en 12e position par les Bullets de Washington lors de la draft 1986 de la NBA.